# Мебель для кухни

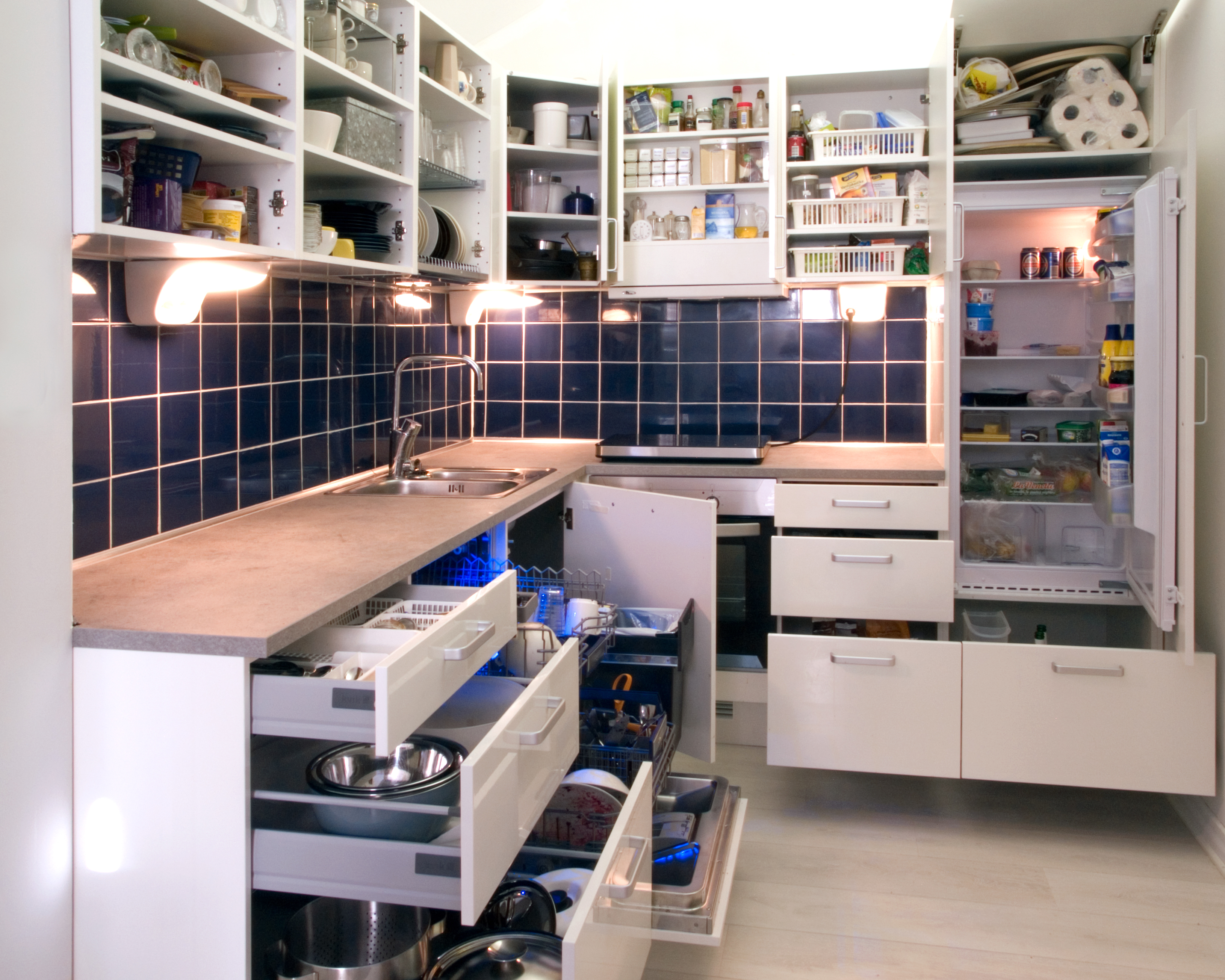
Кухонные шкафы с открытыми дверями и ящиками

Мебель для кухни (кухонный гарнитур, кухня) — мебель, размещаемая в помещении кухни, специально предназначенная для приготовления пищи, хранения продуктов питания, кухонных принадлежностей, посуды для приготовления и приёма пищи, столовых приборов. Мебель для кухни оснащается бытовой техникой, необходимой для приготовления пищи — холодильник, плита или варочная панель с духовым шкафом, вытяжка, посудомоечная машина, микроволновая печь и т. д. Обязательным составляющим мебели для кухни является столешница, которая выступает рабочей поверхностью для приготовления пищи. В столешницу встраивается кухонная мойка для мытья продуктов питания и кухонных принадлежностей.

## Состав мебели для кухни
Кухонный гарнитур, как правило, состоит из следующих компонентов:
- Нижние шкафы с регулируемыми по высоте опорами. Оснащаются различными механизмами для удобного доступа к содержимому (выдвижные ящики, выдвижные полки, выдвижные корзины). В нижние шкафы встраивается духовой шкаф. Между шкафами размещается посудомоечная машина.
- Столешница. Закрывает всю верхнюю поверхность нижних шкафов. Крепится к ним, создавая целостную жесткую конструкцию. Является основной рабочей поверхностью кухни. В столешницу встраиваются мойка и варочная поверхность.
- Верхние шкафы. Навесные по типу крепления. Как правило, вдвое меньшей глубины, чем нижние шкафы, для удобства пользования рабочей поверхностью. Верхний шкаф над мойкой — классическое место размещения посудосушителя. Над варочной поверхностью располагается шкаф с вытяжкой или отдельная вытяжка.
- Высокие шкафы. Предназначены для встраивание холодильника, духового шкафа и т. д. Так же используются для увеличения мест хранения.
- Подсветка рабочей поверхности. Размещается на внешней стороне дна верхних шкафов.
- Декоративные элементы. В зависимости от стиля мебели для кухни это могут быть карнизы, пилястры, световые планки и т. д. Как правило, декоративные элементы применяются в кухнях классического стиля[1].

## Материалы используемые для изготовления кухонных гарнитуров
- Корпуса шкафов традиционно изготавливаются из ЛДСП толщиной 16 или 18 мм.
- Фасадная часть кухни — дверцы, цоколь, видимые боковины корпусов принято изготавливать из МДФ или древесины, в основном твердых пород. Отделочным покрытием материалов фасадной части выступают эмаль, морилки, лаки, шпоны, пленки, пластики.
- Столешницы, в основном, изготавливаются из: ДСП облицованного пластиком, искусственного акрилового камня, кварцевого агломерата, натурального камня, мебельного щита.

## Основные планировки кухонной мебели
Кухонная мебель может иметь следующие основные планировки (на виде сверху):
| Название планировки | Схема               | Описание |
| Основные планировки | Основные планировки | Основные планировки |
| --- | ------------------- | --- |
| В одну линию |                     | мебель располагается вдоль одной стены в линию |
| В две линии |                     | мебель располагается в две линии вдоль противоположных стен |
| Угловая |                     | мебель занимает угол и две примыкающие к нему стены́ |
| П-образная |                     | мебель располагается вдоль трёх стен, образуя букву «П» |
| По периметру |                     | мебель располагается по всему периметру кухонного помещения, оставляя свободным только вход |
| Дополнительные планировки* |                     | |
| * основные планировки могут иметь дополнительно «остров» или «полуостров». В редких случаях островная и полуостровная планировки могут быть самостоятельными |                     | |
| Остров (С островом) |                     | отдельный, не примыкающий ни к одной из стен шкаф (шкафы), образующий «остров» (На рис. угловая кухня с «островом») |
| Полуостров (С полуостровом) |                     | отдельный шкаф (шкафы) примыкающий боковой стороной к стене, либо кухонной мебели (На рис. угловая кухня с «полуостровом») |
| Прочие планировки* |                     | |
| * помимо основных планировочных решений (для прямоугольных помещений), кухонная мебель может иметь сложную планировку                                        |                     | |
| Сложная |                     | мебель располагается: вдоль стен с углами отличными от 90°, вдоль дугообразных стен, в эркерах, обходя выступы (колонны, пилятры), входя в ниши, огибая закруглённые углы и т. п. Может иметь острова, полуострова, разрывы в линиях, состоять из комбинаций основных планировочных решений и пр. |